# 820 Adriana
820 Adriana eller A916 FJ är en asteroid i huvudbältet, som upptäcktes den 30 mars 1916 av den tyske astronomen Max Wolf. Det är inte känt vad eller vem asteroiden namngavs efter.
Adrianas nästa periheliepassage sker den 24 april 2023.[Uppdatering behövs]